# Districtul Mat

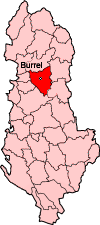
Districtul Mat în Albania

Mat este un district în Albania.
1. 1 2  GeoNames